# Potworów (gmina)
Pour les articles homonymes, voir Potworów.
Potworów est une gmina rurale (gmina wiejska) de la powiat de Przysucha, dans la Voïvodie de Mazovie, dans le centre-est de la Pologne.
Son siège administratif (chef-lieu) est le village de Potworów, qui se situe environ 18 kilomètres au nord-est de Przysucha (siège de la powiat) et 82 kilomètres au sud-ouest de Varsovie (capitale de la Pologne).
La gmina couvre une superficie de 81,89 km2 pour une population de 4 288 habitants en 2006.

## Histoire
De 1975 à 1998, la gmina est attachée administrativement à la voïvodie de Radom.

Depuis 1999, elle fait partie de la voïvodie de Mazovie.

## Géographie
La gmina inclut les villages et localités de :

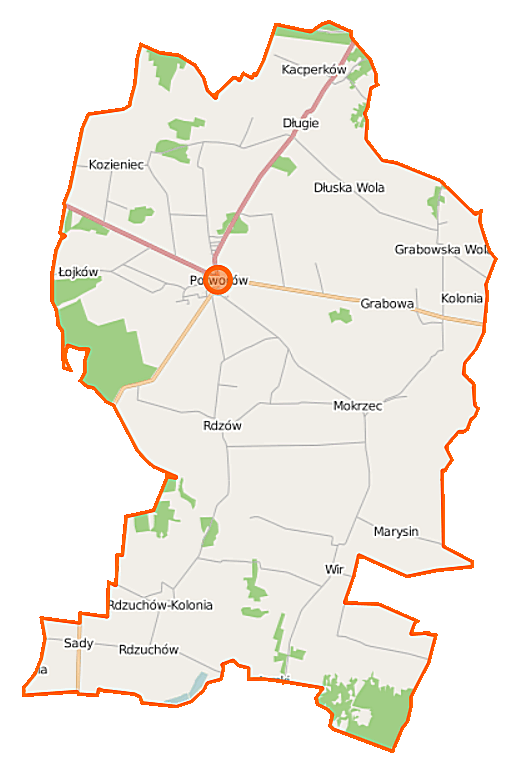
Plan de la gmina

- Dąbrowa Goszczewicka
- Długie
- Dłuska Wola
- Gackowice
- Grabowa
- Grabowska Wola
- Jamki
- Kacperków
- Kozieniec
- Łojków
- Marysin
- Mokrzec
- Olszany
- Podgóry
- Pólka
- Potworów
- Potworów PGR
- Rdzów
- Rdzuchów
- Rdzuchów-Kolonia
- Sady
- Wir
- Wir Stary
- Wir-Kolonia
- Wirówek
- Wymysłów
- Żabia Wólka
- Zachatka

### Gminy voisines
La gmina de Potworów est voisine des gminy suivantes :
- Klwów
- Przysucha
- Przytyk
- Radzanów
- Rusinów
- Wyśmierzyce

## Structure du terrain
D'après les données de 2002, la superficie de la commune de Potworów est de 81,89 km2, répartis comme tel :
- terres agricoles : 84 %
- forêts : 9 %

La commune représente 10,23 % de la superficie du powiat.

## Démographie
Données en 2006 :
| Description        | Total  | Total | Femmes | Femmes | Hommes | Hommes |
| ------------------ | ------ | ----- | ------ | ------ | ------ | ------ |
| Unité              | Nombre | %     | Nombre | %      | Nombre | %      |
| Population         | 4 302  | 100   | 2 109  | 49     | 2 193  | 51     |
| Densité (hab./km²) | 52,5   | 52,5  | 25,8   | 25,8   | 26,8   | 26,8   |